# William Cockerill

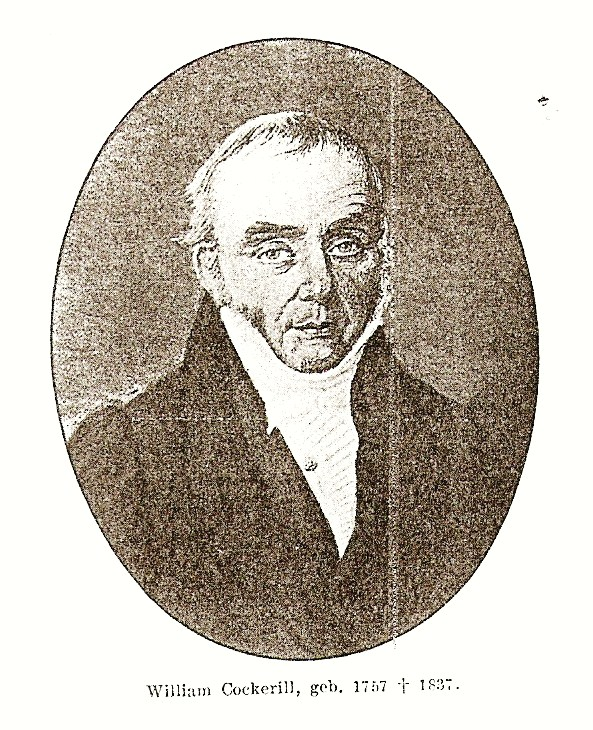
William Cockerill

William Cockerill, oorspronkelijk Cockrel (later Cockerill, een van de vele varianten van deze familienaam) (Lancashire, 1759 – Aken, 23 januari 1832) was een Belgisch ondernemer van Britse afkomst. Hij was een man met veel mechanisch talent die zijn geld verdiende met het maken van spinmachines, een zogenaamde Spinning Jenny-maker.
In 1797 verliet hij Engeland, wat voor makers van weefgetouwen verboden was.
Hij was een tijdlang actief in Sint-Petersburg waar hij de bescherming genoot van Catharina II van Rusland. Na een conflict met haar opvolger Paul ontvluchtte hij Rusland via Zweden en vestigde zich in Verviers.
De textielondernemer Iwan Simonis werft William Cockerill aan. Deze is mede-eigenaar van de textielfabriek Simonis & Biolley. Cockerill vernieuwt in 1799 hun weefmachines en leidt daardoor de industrialisatie van het Europese continent in. Hij gebruikte een aantal Britse industriële uitvindingen (niet beschermd door patenten in Frankrijk) om in Verviers vanaf 1799 weefgetouwen te bouwen.
In 1807, tijdens de continentale blokkade van Napoleon, sticht hij in Luik een textielfabriek. Cockerill bouwde zijn eigen textielmachines. Spoedig ging hij op metaalconstructie over.
In 1817 bouwde William met zijn beide zonen John en James in Seraing een nieuwe fabriek. Onder Nederlands bestuur (Willem I) zette hij in het voormalige paleis van de prins-bisschoppen van Luik in Seraing een op cokes gestookte hoogoven op. Cockerill werd een van Europa's grootste firma's die zich bezighield met de productie van textielmachines, stoommachines, ijzer, steenkoolontginning, kanonnen, brugmateriaal, locomotieven enz. Hij richtte de grootste ijzergieterij en machinefabriek van Europa op. In 1850 kwamen hier smederijen, gieterijen en werkplaatsen bij waardoor een geïntegreerd complex ontstond dat zich over een lengte van 5 km langs de Maas uitstrekte. De fabriek leverde oorspronkelijk aan spoorwegbedrijven: rails, locomotieven, wagons en ijzeren constructiemateriaal.
Door hem werd het Koninkrijk der Nederlanden het eerste geïndustrialiseerde land na Engeland. Verviers werd door zijn inspanningen leidinggevend op het vlak van gemechaniseerde wolproductie en België het eerste geïndustrialiseerde land in continentaal Europa.

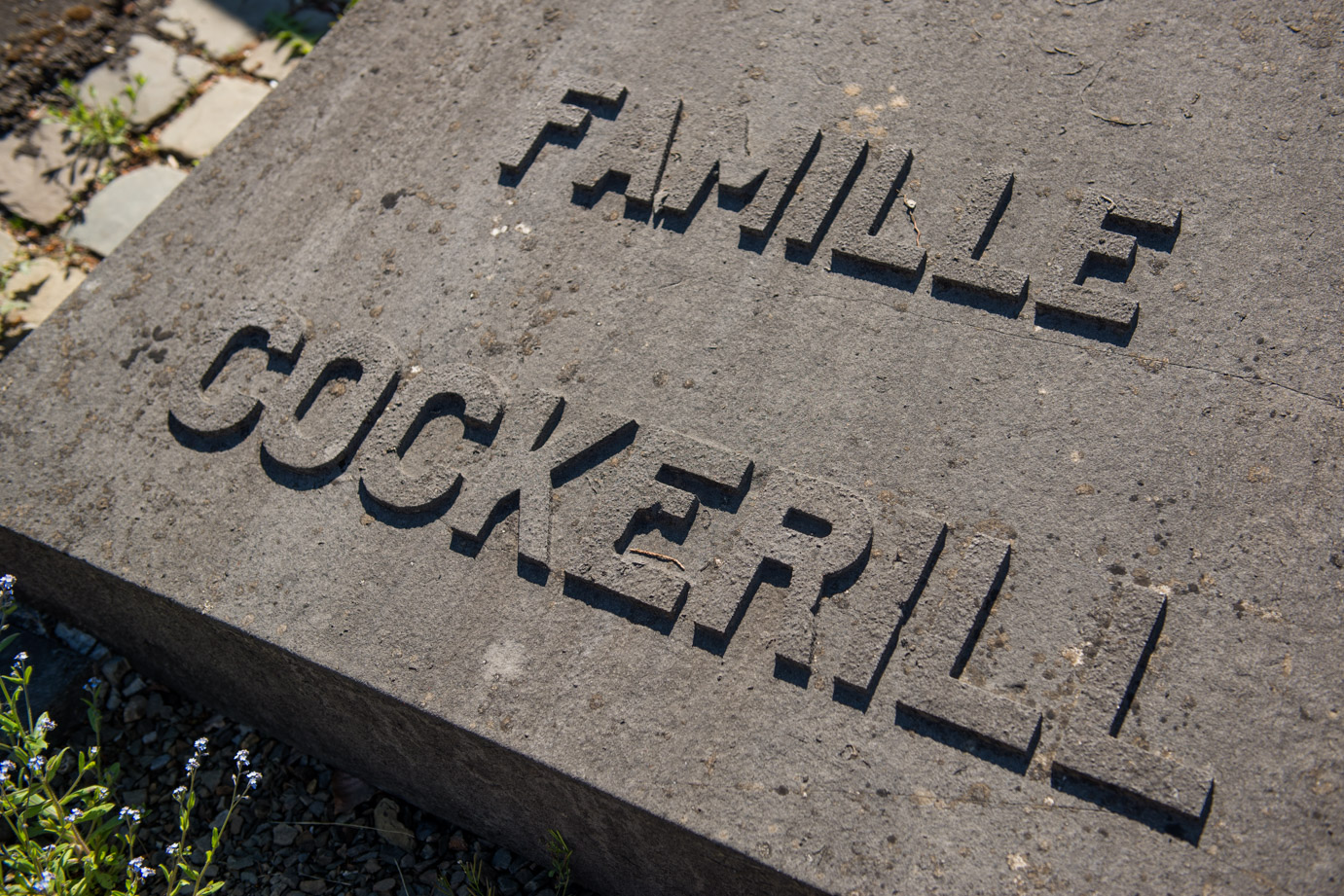
Graftombe van de familie Cockerill op de begraafplaats van Spa

Alle Engelsen die in gebieden onder Napoleon Bonaparte leefden, moesten worden gevangengezet. Cockerill mocht verder van zijn vrijheid genieten en kreeg de Franse nationaliteit.
- Zijn oudste zoon William huwde met de dochter van een Monschause doekweverfamilie Scheibler.
- Zijn zoon Charles James Cockerill (1787-1837) hielp bij de industrialisatie van Stolberg.
- Zijn nicht Friederike Cockerill huwde in 1839 Max Haniel, zoon van een Duisburgse industrieel.
- Williams zoon John Cockerill (1790–1840) was zeer belangrijk voor de industrie van België. In 1835 bouwde de Cockerillfabriek de rails en de locomotief (Le Belge) voor de eerste Europese spoorlijn tussen Brussel en Mechelen.

William Cockerill overleed in 1832 in Schloss Berensberg, de woning van zijn zoon Charles James in Aken, Pruisen. Hij werd begraven in de Belgische stad Spa.